# Міямото Терукі
Терукі Міямото (яп. 宮本 輝紀, нар. 26 грудня 1940, Хіросіма — пом. 2 лютого 2000, Фукуока) — японський футболіст, що грав на позиції півзахисника. По завершенні ігрової кар'єри — футбольний тренер.
Виступав, зокрема, за клуб «Ніппон Стіл», а також національну збірну Японії.

## Клубна кар'єра
У дорослому футболі дебютував 1960 року виступами за команду клубу «Явата Стіл», яка з 1970 року прийняла назву «Ніппон Стіл». Кольори цієї команди Терукі Міямото захищав протягом усієї своєї кар'єри гравця, що тривала цілих сімнадцять років. У складі «Ніппон Стіл» був одним з головних бомбардирів команди, відзначившись 68 разів у 138 проведених матчах.

## Виступи за збірну
1961 року дебютував в офіційних матчах у складі національної збірної Японії. Протягом кар'єри у національній команді, яка тривала 11 років, провів у формі головної команди країни 47 матчів, забивши 14 голів. У складі збірної був учасником Олімпійських ігор 1964 у Токіо, та 1968 років у Мехіко. На Олімпійських іграх у мексиканській столиці Терукі Міямото разом із японською олімпійською збірною здобув бронзові медалі Олімпіади.

## Кар'єра тренера
Розпочав тренерську кар'єру відразу ж по завершенні кар'єри гравця, 1976 року, очоливши тренерський штаб клубу «Ніппон Стіл». Досвід тренерської роботи обмежився цим клубом.
Помер 2 лютого 2000 року на 60-му році життя у місті Фукуока.

## Статистика виступів

### Статистика клубних виступів
| Сезон | Команда       | Чемпіонат | Чемпіонат | Чемпіонат |
| Сезон | Команда       | Ліга      | Ігор      | Голів     |
| ----- | ------------- | --------- | --------- | --------- |
| 1965  | «Явата Стіл»  | ЯФЛ       | ?         | 7         |
| 1966  | «Явата Стіл»  | ЯФЛ       | ?         | 11        |
| 1967  | «Явата Стіл»  | ЯФЛ       | ?         | 10        |
| 1968  | «Явата Стіл»  | ЯФЛ       | ?         | 11        |
| 1969  | «Явата Стіл»  | ЯФЛ       | ?         | 7         |
| 1970  | «Ніппон Стіл» | ЯФЛ       | ?         | 6         |
| 1971  | «Ніппон Стіл» | ЯФЛ       | ?         | 7         |
| 1972  | «Ніппон Стіл» | ЯФЛ       | ?         | ?         |
| 1973  | «Ніппон Стіл» | ЯФЛ       | ?         | ?         |
| 1974  | «Ніппон Стіл» | ЯФЛ       | ?         | ?         |
| 1975  | «Ніппон Стіл» | ЯФЛ       | ?         | ?         |
| 1976  | «Ніппон Стіл» | ЯФЛ       | ?         | ?         |
|       | Усього        |           | 138       | 68        |

## Статистика за збірну
| Збірна Японії | Збірна Японії | Збірна Японії |
| Рік           | Матчі         | М'ячі         |
| ------------- | ------------- | ------------- |
| 1961          | 5             | 3             |
| 1962          | 7             | 1             |
| 1963          | 5             | 2             |
| 1964          | 2             | 0             |
| 1965          | 4             | 1             |
| 1966          | 5             | 3             |
| 1967          | 5             | 5             |
| 1968          | 4             | 0             |
| 1969          | 3             | 2             |
| 1970          | 12            | 1             |
| 1971          | 6             | 1             |
| Усього        | 58            | 19            |

## Досягнення
- Бронзовий призер Азійських ігор: 1966
- Бронзовий олімпійський призер: 1968
- Гравець року в Японії — 1967.

## Цікавий факт
- Терукі Міямото є хібакуся — людиною, яка пережила ядерне бомбардування Хіросіми і Наґасакі.